# Blás Riveros
Blás Miguel Riveros Galeano (* 3. Februar 1998 in Itauguá) ist ein paraguayischer Fußballspieler. Er kommt hauptsächlich in der Abwehr zum Einsatz.

## Karriere

### Club Olimpia
Riveros begann mit Jugendfußball bei Club Olimpia in Asunción, der Hauptstadt von Paraguay. 2015 gewann er den Primera División mit seinem Verein.

### FC Basel
Am 4. Mai 2016 gab der FC Basel die Verpflichtung von Riveros bekannt. Er unterschrieb einen Fünfjahresvertrag bis zum Sommer 2021. Auf Grund Riveros Verpflichtungen mit der Nationalmannschaft bei der Copa America wurde er erst Anfang Juli bei der Mannschaft erwartet. Sein Debüt für die erste Mannschaft des FC Basel gab er am 15. Oktober 2016 im 3:0-Heimsieg gegen den Luzern. Unter Trainer Urs Fischer gewann Riveros der Meisterschaft 2016/17 den Meistertitel mit dem FCB. Für den Club war es der 8. Titel in Serie und insgesamt der 20. Titel in der Vereinsgeschichte. Sie gewannen auch den Pokalwettbewerb am 25. Mai 2017 mit drei zu null gegen Sion und somit das Double.
Im Oktober 2020 wechselte Riveros nach Dänemark zum Brøndby IF.

### Nationalmannschaft
Riveros spielte für die Paraguayische U-17. Am 28. Mai 2016 gab Riveros sein Debüt für die Nationalmannschaft bei der 0:1-Niederlage gegen Mexiko.

## Erfolge
Olimpia
- Primera División: 2015

Basel
- Schweizer Meister: 2016/17
- Schweizer Cupsieger: 2016/17